# Agata Karczmarek
Agata Karczmarek (Polonia, 29 de noviembre de 1963-18 de julio de 2016) fue una atleta polaca especializada en la prueba de salto de longitud, en la que consiguió ser medallista de bronce mundial en pista cubierta en 1997.

## Carrera deportiva
En el Campeonato Mundial de Atletismo en Pista Cubierta de 1997 ganó la medalla de bronce en el salto de longitud, con un salto de 6.71 metros que fue su mejor marca personal, tras la italiana Fiona May (oro con 6.86 metros que fue récord nacional italiano) y la nigeriana Chioma Ajunwa.